# Antonio Cassano
Antonio Cassano (Bari, 12 de julho de 1982) é um ex-futebolista italiano que atuava como atacante.

## Carreira

### Bari e Roma
Cassano começou a carreira no Bari, em 1999. Em 2001 contratado pela Roma. Jogou no clube por quatro temporadas e meia, onde mostrou seu melhor futebol e passou a ser convocado para a Seleção Italiana.

### Real Madrid e Sampdoria

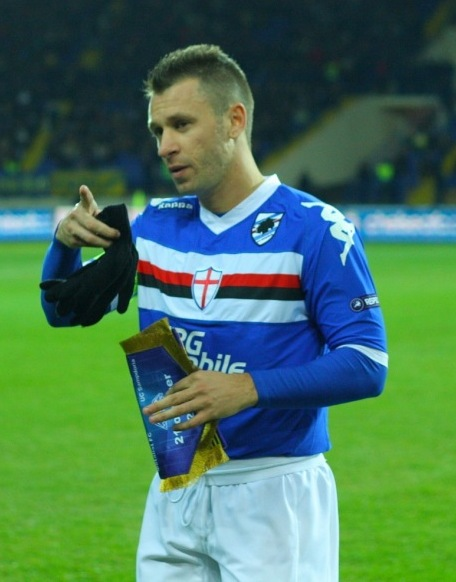
Cassano na Sampdoria em 2010

Devido às suas boas atuações pela Roma, o Real Madrid decidiu contratá-lo em janeiro de 2006. Cassano, contudo, não conseguiu se adaptar, tendo problemas físicos e de relacionamento. Assim, o jogador não repetiu boas atuações pelo time madrilenho. Por causa disso, ele foi emprestado a Sampdoria em agosto de 2007. Seu contrato de empréstimo com o time genovês era de uma temporada, mas a Sampdoria conseguiu renovar seu contrato até junho de 2013, com seus direitos ainda pertencentes ao Real Madrid em caso de negociação do atacante.
Com boas atuações pela equipe, Cassano logo tornou-se ídolo da torcida. Porém, em dezembro de 2010 a Samp rescindiu unilateralmente o seu contrato, pois o jogador teria ofendido o presidente Riccardo Garrone e se recusado a pedir desculpas. O problema de Cassano com o presidente da Sampdoria teria começado após o atleta ter se recusado a participar de uma cerimônia de premiação. Ainda segundo Garrone, Cassano teria problemas mentais.

### Milan
Foi anunciado como reforço do Milan no dia 17 de dezembro de 2010, assinando contrato até 2014. Já nos seus primeiros jogos pela equipe, em janeiro de 2011, o atacante teve atuações decisivas para garantir que o clube rossonero continuasse na liderança da Serie A.

#### Acidente vascular cerebral
Em 29 de outubro de 2011, durante o desembarque de uma viagem com o Milan, Cassano passou muito mal, chegando a ter dificuldades para falar e se movimentar naquele momento, além de tontura e cansaço. O jogador foi então levado para o departamento médico do clube. Após as avaliações, descobriu-se que ele havia sofrido um acidente vascular cerebral isquêmico, e teria de passar por um delicado processo cirúrgico cardíaco, colocando em risco até a sua carreira como futebolista. A notícia veio a ser divulgada oficialmente pelo Milan apenas quatro dias depois, em 2 de novembro, num comunicado oficial.
| “ | O Milan, com base nas informações médicas do (Hospital) Policlínico de Milão, comunica que Antonio Cassano manifestou um problema cerebral sobre uma base isquêmica. Os exames instrumentais e neuroradiologicos requereram 72 horas para serem realizados e evidenciaram uma dor em uma área cerebral circunscrita que não determinou déficits neurológicos persistentes. O tempo de recuperação para o retorno às atividades será mais bem definido após a intervenção, mas provavelmente será de alguns meses. | ” |

O termo "base isquêmica" refere-se ao entupimento de um dos vasos que irriga o cérebro. A origem do problema seria a presença de um forame oval, pequeno orifício localizado entre os átrios do coração, por isto a necessidade da cirurgia nesta região. Uma das hipóteses é que no forame tenha se formado um coágulo, que teria sido sido transportado para o cérebro.
Sem sequelas e com boa recuperação, Cassano foi submetido ao processo cirúrgico para o fechamento do forame. A recuperação do jogador, inicialmente especulada entre seis a nove meses, se deu de forma surpreendente, e Antonio conseguir retornar para a disputa da Euro 2012, nos meses de junho e julho, torneio onde os italianos conquistaram uma surpreendente campanha, sendo derrotados na grande final pela Espanha.

### Internazionale
No dia 21 de agosto de 2012, foi oficializada uma troca com o também atacante Giampaolo Pazzini, da Internazionale, e Cassano passou a atuar no grande arquirrival do seu ex-clube. A negociação incluiu uma compensação de cerca de sete milhões de euros para a Inter, já que Pazzini possuía um valor de mercado maior.

### Parma
Cassano acertou com o Parma no dia 3 de julho de 2013, com a Inter recebendo 50% do direitos de uma das maiores revelações da temporada do clube Parmensi, o atacante argelino Ishak Belfodil.

### Retorno a Sampdoria
Após ter rescindido seu contrato com o Parma, que havia ido à falência e teve que recomeçar na quarta divisão do Campeonato Italiano, Cassano foi anunciado pela Sampdoria no dia 9 de agosto de 2015. O jogador retornou ao clube e assinou por duas temporadas.

### Hellas Verona e aposentadoria
No dia 10 de julho de 2017, assinou com o Hellas Verona. Uma semana depois, anunciou sua aposentadoria do futebol. Horas depois, voltou atrás e confirmou que jogaria a temporada normalmente. Porém, no dia 24 de julho, anunciou novamente que estava de saída do clube.

## Estilo de jogo
Cassano podia jogar como ponta, atacante recuado e falso 9, com capacidade de quebrar a defesa com passes curtos e longos. Ele foi descrito como um jogador "habilidoso e inteligente com a bola" e que possuía "excelente visão". Embora naturalmente fosse destro, usava bem os dois pés. Cassano também era criticado por seu comportamento e falta de disciplina dentro e fora do campo. Apelidado de Il Gioiello di Bari Vecchia ("a joia do Velho Bari") e Fantantonio ("Antonio Fantástico"), ele era conhecido tanto pelo seu temperamento curto, tanto quanto sua habilidade em campo, o que levou seu ex-treinador Fabio Capello criar o neologismo Cassanata. A palavra é regularmente usada por jornalistas italianos como um eufemismo para qualquer comportamento incompatível com o espírito de equipe no futebol.

## Títulos
Roma
- Supercopa da Itália: 2001

Real Madrid
- La Liga: 2006–07

Sampdoria
- Copa Intertoto da UEFA: 2007

Milan
- Serie A: 2010–11
- Supercopa da Itália: 2011
- Troféu Luigi Berlusconi: 2011

### Prêmios individuais
- Oscar del Calcio: 2001 e 2003